# Cuore (Arisa)
Cuore è un singolo della cantante italiana Arisa, pubblicato il 17 dicembre 2021 come quinto estratto dal settimo album in studio Ero romantica.

## Descrizione
Il pezzo, scritto da Giuseppe Anastasi, descrive il momento in cui il Cuore torna ad essere il protagonista centrale di un amore romantico. Nel testo convivono due sentimenti opposti: il dolore profondo di un amore perso e allo stesso tempo la gioia di averlo ritrovato.

## Video musicale
Il video è stato pubblicato il 14 febbraio 2022, giorno di San Valentino, attraverso il canale YouTube della cantante. Diretto da Marco Gradara, ha sancito la seconda collaborazione di Arisa con il ballerino e compagno Vito Coppola, già al suo fianco in Altalene. Il video di Cuore, per certi versi, è il secondo capitolo di quella storia che lega Arisa ad un uomo-ombra: mentre nel video di Altalene l'uomo rimaneva nascosto dalle ombre, qui si svela in carne ed ossa, l’amore è ricambiato, lo sguardo diventa complice fino a sfociare in un appassionato bacio tra i due.